# Capasa iris
Capasa iris là một loài bướm đêm trong họ Geometridae.